# Phoreticovelia
Phoreticovelia is een geslacht van wantsen uit de familie beeklopers (Veliidae). Het geslacht werd voor het eerst wetenschappelijk beschreven door D. Polhemus & J. Polhemus in 2000.

## Soorten
Het genus bevat de volgende soorten:

- Phoreticovelia disparata D. Polhemus & J. Polhemus, 2000
- Phoreticovelia nigra D. Polhemus & J. Polhemus, 2000
- Phoreticovelia notophora (Esaki, 1937)
- Phoreticovelia rotunda D. Polhemus & J. Polhemus, 2000